# Spółgłoska zadziąsłowa
Spółgłoski zadziąsłowe – spółgłoski wymawiane z językiem stykającym się z tylną częścią wałka dziąsłowego, nieco bardziej do tyłu niż zbliżone do nich spółgłoski dziąsłowe. Spółgłoski zadziąsłowe, zwłaszcza w polonistyce, bywają określane jako spółgłoski szumiące.

## Lista spółgłosek zadziąsłowych
- spółgłoska szczelinowa zadziąsłowa bezdźwięczna: /ʃ/
- spółgłoska szczelinowa zadziąsłowa dźwięczna: /3/
- spółgłoska zwarto-szczelinowa zadziąsłowa bezdźwięczna: /tʃ/
- spółgłoska zwarto-szczelinowa zadziąsłowa dźwięczna: /d3/